# Finland i Eurovision Song Contest
Finland debuterede i Eurovision Song Contest i 1961 og har deltaget lige siden, bortset fra i 1970, 1995, 1997, 1999, 2001 og 2003. Landet har vundet konkurrencen én gang, i 2006 med sangen "Hard Rock Hallelujah", fremført af bandet Lordi. Indtil 2006 Finlands bedste placering en sjetteplads i 1973.
Siden Lordis sejr i 2006 gik det middelmådigt for Finland. De formåede først i Eurovision Song Contest i 2021 med bandet Blind Channel og sangen "Dark Side" at komme op i top 10 igen med en 6. plads i finalen.
I 2023 var Finland seerfavorit med Käärijäs "Cha Cha Cha". Han formåede at score en 1. plads i semifinalen, men måtte i finalen se sig slået af Sveriges Loreen og endte dermed på en andenplads.  

## Repræsentant
Nøgle
     Vinder
     Anden plads
     Tredje plads
     Sidste plads
     Deltager valgt, men konkurrerede ikke
| År                 | Kunstner                      | Sang                         | Sprog                | Oversættelse                           | Finale             | Point              | Semi                        | Point                       |
| ------------------ | ----------------------------- | ---------------------------- | -------------------- | -------------------------------------- | ------------------ | ------------------ | --------------------------- | --------------------------- |
| 1961               | Laila Kinnunen                | "Valoa ikkunassa"            | Finsk                | Lys i vinduet                          | 10                 | 6                  | Ingen semifinaler           | Ingen semifinaler           |
| 1962               | Marion Rung                   | "Tipi-tii"                   | Finsk                | Kvittevit                              | 7                  | 4                  | Ingen semifinaler           | Ingen semifinaler           |
| 1963               | Laila Halme                   | "Muistojeni laulu"           | Finsk                | Mine minders sang                      | 13                 | 0                  | Ingen semifinaler           | Ingen semifinaler           |
| 1964               | Lasse Mårtenson               | "Laiskotellen"               | Finsk                | Dovner                                 | 7                  | 9                  | Ingen semifinaler           | Ingen semifinaler           |
| 1965               | Viktor Klimenko               | "Aurinko laskee länteen"     | Finsk                | Solen går ned i vest                   | 15                 | 0                  | Ingen semifinaler           | Ingen semifinaler           |
| 1966               | Ann Christine                 | "Playboy"                    | Finsk                | —                                      | 10                 | 7                  | Ingen semifinaler           | Ingen semifinaler           |
| 1967               | Fredi                         | "Varjoon - suojaan"          | Finsk                | Ind i skyggen - til sikkerhed          | 12                 | 3                  | Ingen semifinaler           | Ingen semifinaler           |
| 1968               | Kristina Hautala              | "Kun kello käy"              | Finsk                | Når uret tikker                        | 16                 | 1                  | Ingen semifinaler           | Ingen semifinaler           |
| 1969               | Jarkko & Laura                | "Kuin silloin ennen"         | Finsk                | Ligesom før                            | 12                 | 6                  | Ingen semifinaler           | Ingen semifinaler           |
| Deltog ikke i 1970 |                               |                              |                      |                                        |                    |                    |                             |                             |
| 1971               | Markku Aro & Koivistolaiset   | "Tie uuteen päivään"         | Finsk                | Vejen til en ny dag                    | 8                  | 84                 | Ingen semifinaler           | Ingen semifinaler           |
| 1972               | Päivi Paunu & Kim Floor       | "Muistathan"                 | Finsk                | Husk                                   | 12                 | 78                 | Ingen semifinaler           | Ingen semifinaler           |
| 1973               | Marion Rung                   | "Tom Tom Tom"                | Engelsk              | —                                      | 6                  | 93                 | Ingen semifinaler           | Ingen semifinaler           |
| 1974               | Carita                        | "Keep Me Warm"               | Engelsk              | Hold mig varm                          | 13                 | 4                  | Ingen semifinaler           | Ingen semifinaler           |
| 1975               | Pihasoittajat                 | "Old Man Fiddle"             | Engelsk              | Gammelmandsviolin                      | 7                  | 74                 | Ingen semifinaler           | Ingen semifinaler           |
| 1976               | Fredi & Ystävät               | "Pump-Pump"                  | Engelsk              | —                                      | 11                 | 44                 | Ingen semifinaler           | Ingen semifinaler           |
| 1977               | Monica Aspelund               | "Lapponia"                   | Finsk                | —                                      | 10                 | 50                 | Ingen semifinaler           | Ingen semifinaler           |
| 1978               | Seija Simola                  | "Anna rakkaudelle tilaisuus" | Finsk                | Giv kærlighed en chance                | 18                 | 2                  | Ingen semifinaler           | Ingen semifinaler           |
| 1979               | Katri Helena                  | "Katson sineen taivaan"      | Finsk                | Jeg kigger på den blå himmel           | 14                 | 38                 | Ingen semifinaler           | Ingen semifinaler           |
| 1980               | Vesa-Matti Loiri              | "Huilumies"                  | Finsk                | Fløjtemand                             | 19                 | 6                  | Ingen semifinaler           | Ingen semifinaler           |
| 1981               | Riki Sorsa                    | "Reggae OK"                  | Finsk                | —                                      | 16                 | 27                 | Ingen semifinaler           | Ingen semifinaler           |
| 1982               | Kojo                          | "Nuku pommiin"               | Finsk                | Sov over dig (lit.: sov indtil bomben) | 18                 | 0                  | Ingen semifinaler           | Ingen semifinaler           |
| 1983               | Ami Aspelund                  | "Fantasiaa"                  | Finsk                | Fantasi                                | 11                 | 41                 | Ingen semifinaler           | Ingen semifinaler           |
| 1984               | Kirka                         | "Hengaillaan"                | Finsk                | Lad os hænge omkring                   | 9                  | 46                 | Ingen semifinaler           | Ingen semifinaler           |
| 1985               | Sonja Lumme                   | "Eläköön elämä"              | Finsk                | Længe leve livet                       | 9                  | 58                 | Ingen semifinaler           | Ingen semifinaler           |
| 1986               | Kari Kuivalainen              | "Päivä kahden ihmisen"       | Finsk                | En dag for to personer                 | 15                 | 22                 | Ingen semifinaler           | Ingen semifinaler           |
| 1987               | Vicky Rosti & Boulevard       | "Sata salamaa"               | Finsk                | Hundrede lyn                           | 15                 | 32                 | Ingen semifinaler           | Ingen semifinaler           |
| 1988               | Boulevard                     | "Nauravat silmät muistetaan" | Finsk                | Leende øjne huskes                     | 20                 | 3                  | Ingen semifinaler           | Ingen semifinaler           |
| 1989               | Anneli Saaristo               | "La Dolce Vita"              | Finsk                | Det søde liv                           | 7                  | 76                 | Ingen semifinaler           | Ingen semifinaler           |
| 1990               | Beat                          | "Fri?"                       | Svensk               | —                                      | 21                 | 8                  | Ingen semifinaler           | Ingen semifinaler           |
| 1991               | Kaija Kärkinen                | "Hullu yö"                   | Finsk                | En vanvittig nat                       | 20                 | 6                  | Ingen semifinaler           | Ingen semifinaler           |
| 1992               | Pave Maijanen                 | "Yamma Yamma"                | Finsk                | —                                      | 23                 | 4                  | Ingen semifinaler           | Ingen semifinaler           |
| 1993               | Katri Helena                  | "Tule luo"                   | Finsk                | Kom til mig                            | 17                 | 20                 | Kvalifikacija za Millstreet | Kvalifikacija za Millstreet |
| 1994               | CatCat                        | "Bye Bye Baby"               | Finsk, engelsk       | Hej hej skat                           | 22                 | 11                 | Ingen semifinaler           | Ingen semifinaler           |
| Deltog ikke i 1995 |                               |                              |                      |                                        |                    |                    |                             |                             |
| 1996               | Jasmine                       | "Niin kaunis on taivas"      | Finsk                | Så smuk er himlen                      | 23                 | 9                  | 22                          | 26                          |
| Deltog ikke i 1997 |                               |                              |                      |                                        |                    |                    |                             |                             |
| 1998               | Edea                          | "Aava"                       | Finsk                | Åbent landskab                         | 15                 | 22                 | Ingen semifinaler           | Ingen semifinaler           |
| Deltog ikke i 1999 |                               |                              |                      |                                        |                    |                    |                             |                             |
| 2000               | Nina Åström                   | "A Little Bit"               | Engelsk              | En lille smule                         | 18                 | 18                 | Ingen semifinaler           | Ingen semifinaler           |
| Deltog ikke i 2001 |                               |                              |                      |                                        |                    |                    |                             |                             |
| 2002               | Laura Voutilainen             | "Addicted to You"            | Engelsk              | Afhængig af dig                        | 20                 | 24                 | Ingen semifinaler           | Ingen semifinaler           |
| Deltog ikke i 2003 |                               |                              |                      |                                        |                    |                    |                             |                             |
| 2004               | Jari Sillanpää                | "Takes 2 to Tango"           | Engelsk              | Der skal to til en tango               | Ikke kvalificeret  | Ikke kvalificeret  | 14                          | 51                          |
| 2005               | Geir Rönning                  | "Why?"                       | Engelsk              | Hvorfor?                               | Ikke kvalificeret  | Ikke kvalificeret  | 18                          | 50                          |
| 2006               | Lordi                         | "Hard Rock Hallelujah"       | Engelsk              | Hård rock halleluja                    | 1                  | 292                | 1                           | 292                         |
| 2007               | Hanna Pakarinen               | "Leave Me Alone"             | Engelsk              | Efterlad mig alene                     | 17                 | 53                 | Værtsland                   | Værtsland                   |
| 2008               | Teräsbetoni                   | "Missä miehet ratsastaa"     | Finsk                | Hvor mændene kører                     | 22                 | 35                 | 8                           | 79                          |
| 2009               | Waldo's People                | "Lose Control"               | Engelsk              | Miste kontrol                          | 25                 | 22                 | 12                          | 42                          |
| 2010               | Kuunkuiskaajat                | "Työlki ellää"               | Finsk                | Man lever også af at arbejde           | Ikke kvalificeret  | Ikke kvalificeret  | 11                          | 49                          |
| 2011               | Paradise Oskar                | "Da Da Dam"                  | Engelsk              | —                                      | 21                 | 57                 | 3                           | 103                         |
| 2012               | Pernilla Karlsson             | "När jag blundar"            | Svensk               | Når jeg lukker mine øjne               | Ikke kvalificeret  | Ikke kvalificeret  | 12                          | 41                          |
| 2013               | Krista Siegfrids              | "Marry Me"                   | Engelsk              | Gift dig med mig                       | 24                 | 13                 | 9                           | 64                          |
| 2014               | Softengine                    | "Something Better"           | Engelsk              | Noget bedre                            | 11                 | 72                 | 3                           | 97                          |
| 2015               | Pertti Kurikan Nimipäivät     | "Aina mun pitää"             | Finsk                | Jeg skal altid                         | Ikke kvalificeret  | Ikke kvalificeret  | 16                          | 13                          |
| 2016               | Sandhja                       | "Sing It Away"               | Engelsk              | Syng det væk                           | Ikke kvalificeret  | Ikke kvalificeret  | 15                          | 51                          |
| 2017               | Norma John                    | "Blackbird"                  | Engelsk              | Solsort                                | Ikke kvalificeret  | Ikke kvalificeret  | 12                          | 92                          |
| 2018               | Saara Aalto                   | "Monsters"                   | Engelsk              | Monstre                                | 25                 | 46                 | 10                          | 108                         |
| 2019               | Darude feat. Sebastian Rejman | "Look Away"                  | Engelsk              | Kig væk                                | Ikke kvalificeret  | Ikke kvalificeret  | 17                          | 23                          |
| 2020               | Aksel Kankaanranta            | "Looking Back"               | Engelsk              | Kigger tilbage                         | Konkurrence aflyst | Konkurrence aflyst | Konkurrence aflyst          | Konkurrence aflyst          |
| 2021               | Blind Channel                 | "Dark Side"                  | Engelsk              | Mørke side                             | 6                  | 301                | 5                           | 234                         |
| 2022               | The Rasmus                    | "Jezebel"                    | Engelsk              | —                                      | 21                 | 38                 | 7                           | 162                         |
| 2023               | Käärijä                       | "Cha Cha Cha"                | Finsk                | —                                      | 2                  | 526                | 1                           | 177                         |
| 2024               | Windows95Man                  | "No Rules!"                  | Engelsk              | Ingen regler!                          | 19                 | 38                 | 7                           | 59                          |
| 2025               | Erika Vikman                  | "Ich komme"                  | Finsk                | Jeg kommer                             | 12                 | 175                | 3                           | 115                         |
| 2026               | TBD 28. februar 2026          | TBD 28. februar 2026         | TBD 28. februar 2026 | TBD 28. februar 2026                   |                    |                    |                             |                             |

## Pointstatistik (1961-2025)

### Flest point til og fra - top 5
NB: Kun point givet i finalerne er talt med.
| Finland har givet flest point til | Finland har givet flest point til | Finland har givet flest point til |
| Placering                         | Land                              | Point                             |
| --------------------------------- | --------------------------------- | --------------------------------- |
| 1                                 | Sverige                           | 352                               |
| 2                                 | Italien                           | 197                               |
| 3                                 | Israel                            | 184                               |
| 4                                 | Schweiz                           | 176                               |
| 5                                 | Frankrig                          | 173                               |

| Finland har modtaget flest point fra | Finland har modtaget flest point fra | Finland har modtaget flest point fra |
| Placering                            | Land                                 | Point                                |
| ------------------------------------ | ------------------------------------ | ------------------------------------ |
| 1                                    | Sverige                              | 193                                  |
| 2                                    | Estland                              | 161                                  |
| 3                                    | Norge                                | 160                                  |
| 4                                    | Island                               | 127                                  |
| 5                                    | Irland                               | 111                                  |

### 12 point til og fra
NB: Kun 12 point givet i finalerne siden er talt med.
| Finland har modtaget 12 point fra | Finland har modtaget 12 point fra                                           | Finland har modtaget 12 point fra |
| År                                | Jury                                                                        | Televoting |
| --------------------------------- | --------------------------------------------------------------------------- | --- |
| 1975                              | Schweiz, Tyskland                                                           | Ingen separat televoting |
| 1977                              | Irland                                                                      | Ingen separat televoting |
| 2006                              | Danmark, Estland, Grækenland, Island, Norge, Polen, Storbritannien, Sverige | Ingen separat televoting |
| 2007                              | Island, Sverige                                                             | Ingen separat televoting |
| 2011                              | Norge                                                                       | Ingen separat televoting |
| 2021                              | Modtog ikke 12 point                                                        | Estland, Island, Sverige |
| 2023                              | Norge, Sverige                                                              | Australien, Belgien, Danmark, Estland, Holland, Irland, Island, Israel, Letland, Litauen, Norge, San Marino, Serbien, Spanien, Storbritannien, Sverige, Tyskland, Østrig |
| 2025                              | Østrig                                                                      | Modtog ikke 12 point |

| Finland har givet 12 point til | Finland har givet 12 point til | Finland har givet 12 point til |
| Land                           | Jury                           | Televoting                     |
| ------------------------------ | ------------------------------ | ------------------------------ |
| 1975                           | Italien                        | Ingen separat televoting       |
| 1976                           | Belgien                        | Ingen separat televoting       |
| 1977                           | Frankrig                       | Ingen separat televoting       |
| 1978                           | Tyskland                       | Ingen separat televoting       |
| 1979                           | Israel                         | Ingen separat televoting       |
| 1980                           | Schweiz                        | Ingen separat televoting       |
| 1981                           | Schweiz                        | Ingen separat televoting       |
| 1982                           | Israel                         | Ingen separat televoting       |
| 1983                           | Jugoslavien                    | Ingen separat televoting       |
| 1984                           | Italien                        | Ingen separat televoting       |
| 1985                           | Sverige                        | Ingen separat televoting       |
| 1986                           | Belgien                        | Ingen separat televoting       |
| 1987                           | Irland                         | Ingen separat televoting       |
| 1988                           | Luxembourg                     | Ingen separat televoting       |
| 1989                           | Danmark                        | Ingen separat televoting       |
| 1990                           | Frankrig                       | Ingen separat televoting       |
| 1991                           | Italien                        | Ingen separat televoting       |
| 1992                           | Italien                        | Ingen separat televoting       |
| 1993                           | Norge                          | Ingen separat televoting       |
| 1994                           | Ungarn                         | Ingen separat televoting       |
| 1996                           | Estland                        | Ingen separat televoting       |
| 1998                           | Estland                        | Ingen separat televoting       |
| 2000                           | Letland                        | Ingen separat televoting       |
| 2002                           | Frankrig                       | Ingen separat televoting       |
| 2004                           | Sverige                        | Ingen separat televoting       |
| 2005                           | Norge                          | Ingen separat televoting       |
| 2006                           | Rusland                        | Ingen separat televoting       |
| 2007                           | Serbien                        | Ingen separat televoting       |
| 2008                           | Norge                          | Ingen separat televoting       |
| 2009                           | Estland                        | Ingen separat televoting       |
| 2010                           | Tyskland                       | Ingen separat televoting       |
| 2011                           | Ungarn                         | Ingen separat televoting       |
| 2012                           | Sverige                        | Ingen separat televoting       |
| 2013                           | Norge                          | Ingen separat televoting       |
| 2014                           | Østrig                         | Ingen separat televoting       |
| 2015                           | Sverige                        | Ingen separat televoting       |
| 2016                           | Sverige                        | Ukraine                        |
| 2017                           | Sverige                        | Portugal                       |
| 2018                           | Israel                         | Estland                        |
| 2019                           | Sverige                        | Island                         |
| 2021                           | Schweiz                        | Island                         |
| 2022                           | Sverige                        | Ukraine                        |
| 2023                           | Sverige                        | Norge                          |
| 2024                           | Schweiz                        | Israel                         |
| 2025                           | Østrig                         | Sverige                        |

### Flest point til og fra - alle lande
NB: Kun point givet i finalerne er talt med.
| Finland har givet point til | Finland har givet point til | Finland har givet point til |
| Placering                   | Land                        | Point                       |
| --------------------------- | --------------------------- | --------------------------- |
| 1                           | Sverige                     | 352                         |
| 2                           | Italien                     | 197                         |
| 3                           | Israel                      | 184                         |
| 4                           | Schweiz                     | 176                         |
| 5                           | Frankrig                    | 173                         |
| 6                           | Norge                       | 167                         |
| 7                           | Storbritannien              | 166                         |
| 8                           | Estland                     | 142                         |
| 9                           | Irland                      | 132                         |
| 10                          | Holland                     | 110                         |
| 11                          | Tyskland                    | 109                         |
| 12                          | Spanien                     | 106                         |
| 13                          | Belgien                     | 105                         |
| 14                          | Danmark                     | 97                          |
| 15                          | Østrig                      | 92                          |
| 16                          | Island                      | 90                          |
| 17                          | Luxembourg                  | 87                          |
| 18                          | Rusland                     | 79                          |
| 19                          | Ukraine                     | 71                          |
| 20                          | Cypern                      | 69                          |
| 21                          | Grækenland                  | 65                          |
| 22                          | Portugal                    | 63                          |
| 23                          | Australien                  | 62                          |
| 24                          | Ungarn                      | 61                          |
| 25                          | Jugoslavien                 | 49                          |
| 26                          | Malta                       | 47                          |
| 27                          | Bulgarien                   | 42                          |
| 28                          | Monaco                      | 41                          |
| =                           | Tyrkiet                     | 41                          |
| 30                          | Kroatien                    | 35                          |
| 31                          | Letland                     | 33                          |
| 32                          | Serbien                     | 30                          |
| =                           | Tjekkiet                    | 30                          |
| 34                          | Bosnien-Hercegovina         | 25                          |
| =                           | Litauen                     | 25                          |
| 36                          | Moldova                     | 20                          |
| 37                          | Slovenien                   | 19                          |
| 38                          | Albanien                    | 13                          |
| =                           | Polen                       | 13                          |
| 40                          | Aserbajdsjan                | 12                          |
| 41                          | Nordmakedonien              | 10                          |
| =                           | Serbien og Montenegro       | 10                          |
| 43                          | Rumænien                    | 9                           |
| 44                          | Georgien                    | 7                           |
| 45                          | Armenien                    | 6                           |
| 46                          | Andorra                     | 0                           |
| =                           | Hviderusland                | 0                           |
| =                           | Marokko                     | 0                           |
| =                           | Montenegro                  | 0                           |
| =                           | San Marino                  | 0                           |
| =                           | Slovakiet                   | 0                           |

| Finland har modtaget point fra | Finland har modtaget point fra | Finland har modtaget point fra |
| Placering                      | Land                           | Point                          |
| ------------------------------ | ------------------------------ | ------------------------------ |
| 1                              | Sverige                        | 193                            |
| 2                              | Estland                        | 161                            |
| 3                              | Norge                          | 160                            |
| 4                              | Island                         | 127                            |
| 5                              | Irland                         | 111                            |
| 6                              | Storbritannien                 | 109                            |
| 7                              | Israel                         | 97                             |
| 8                              | Danmark                        | 91                             |
| 9                              | Holland                        | 90                             |
| 10                             | Tyskland                       | 88                             |
| 11                             | Schweiz                        | 83                             |
| 12                             | Belgien                        | 81                             |
| 13                             | Grækenland                     | 75                             |
| 14                             | Østrig                         | 73                             |
| 15                             | Spanien                        | 72                             |
| 16                             | Frankrig                       | 65                             |
| 17                             | Malta                          | 58                             |
| 18                             | Italien                        | 56                             |
| 19                             | Letland                        | 51                             |
| 20                             | Portugal                       | 48                             |
| =                              | Serbien                        | 48                             |
| 22                             | Australien                     | 43                             |
| 23                             | Polen                          | 42                             |
| 24                             | Cypern                         | 40                             |
| =                              | Kroatien                       | 40                             |
| 26                             | Jugoslavien                    | 39                             |
| 27                             | Litauen                        | 38                             |
| 28                             | Luxembourg                     | 36                             |
| 29                             | Tyrkiet                        | 33                             |
| 30                             | Rumænien                       | 32                             |
| 31                             | Ukraine                        | 31                             |
| 32                             | Monaco                         | 29                             |
| 33                             | San Marino                     | 27                             |
| =                              | Tjekkiet                       | 27                             |
| 35                             | Slovenien                      | 26                             |
| 36                             | Armenien                       | 25                             |
| 37                             | Andorra                        | 21                             |
| =                              | Aserbajdsjan                   | 21                             |
| 39                             | Moldova                        | 18                             |
| 40                             | Bulgarien                      | 17                             |
| 41                             | Rusland                        | 16                             |
| 42                             | Nordmakedonien                 | 15                             |
| 43                             | Albanien                       | 14                             |
| 44                             | Bosnien-Hercegovina            | 11                             |
| =                              | Georgien                       | 11                             |
| 46                             | Hviderusland                   | 8                              |
| 47                             | Serbien og Montenegro          | 7                              |
| 48                             | Ungarn                         | 6                              |
| 49                             | Marokko                        | 0                              |
| =                              | Montenegro                     | 0                              |
| =                              | Slovakiet                      | 0                              |

## Vært
| År   | By       | Scene           | Værter                            |
| ---- | -------- | --------------- | --------------------------------- |
| 2007 | Helsinki | Hartwall Areena | Jaana Pelkonen & Mikko Leppilampi |

## Kommentatorer og jurytalsmænd
| År   | Finsk kommentator                                 | Svensk kommentator          | Jurytalsmand           |
| ---- | ------------------------------------------------- | --------------------------- | ---------------------- |
| 1960 | Aarno Walli                                       | Ingen udsendelse            | Deltog ikke            |
| 1961 | Aarno Walli                                       | Ingen udsendelse            | Poppe Berg             |
| 1962 | Aarno Walli                                       | Ingen udsendelse            | Poppe Berg             |
| 1963 | Aarno Walli                                       | Ingen udsendelse            | Poppe Berg             |
| 1964 | Aarno Walli                                       | Ingen udsendelse            | Poppe Berg             |
| 1965 | Aarno Walli                                       | Ingen udsendelse            | Poppe Berg             |
| 1966 | Aarno Walli                                       | Ingen udsendelse            | Poppe Berg             |
| 1967 | Aarno Walli                                       | Ingen udsendelse            | Poppe Berg             |
| 1968 | Aarno Walli                                       | Ingen udsendelse            | Poppe Berg             |
| 1969 | Aarno Walli                                       | Ingen udsendelse            | Poppe Berg             |
| 1970 | Ingen udsendelse                                  | Ingen udsendelse            | Deltog ikke            |
| 1971 | Heikki Seppälä                                    | Ingen udsendelse            | Ingen jurytalsmand     |
| 1972 | Heikki Seppälä                                    | Ingen udsendelse            | Ingen jurytalsmand     |
| 1973 | Erkki Pohjanheimo                                 | Ingen udsendelse            | Ingen jurytalsmand     |
| 1974 | Matti Paalosmaa                                   | Ingen udsendelse            | Aarre Elo              |
| 1975 | Heikki Seppälä                                    | Ingen udsendelse            | Kaarina Pönniö         |
| 1976 | Vesa Nuotio                                       | Ingen udsendelse            | Erkki Vihtonen         |
| 1977 | Erkki Toivanen                                    | Ingen udsendelse            | Kaarina Pönniö         |
| 1978 | Erkki Toivanen                                    | Ingen udsendelse            | Kaarina Pönniö         |
| 1979 | Anja-Maija Leppänen                               | Ingen udsendelse            | Kaarina Pönniö         |
| 1980 | Heikki Harma & Aarre Elo                          | Ingen udsendelse            | Kaarina Pönniö         |
| 1981 | Ossi Runne                                        | Ingen udsendelse            | Annemi Genetz          |
| 1982 | Erkki Toivanen                                    | Ingen udsendelse            | Solveig Herlin         |
| 1983 | Erkki Pohjanheimo                                 | Ingen udsendelse            | Solveig Herlin         |
| 1984 | Heikki Seppälä                                    | Ingen udsendelse            | Solveig Herlin         |
| 1985 | Heikki Harma & Kari Lumikero                      | Ingen udsendelse            | Annemi Genetz          |
| 1986 | Heikki Harma & Kari Lumikero                      | Ingen udsendelse            | Solveig Herlin         |
| 1987 | Erkki Toivanen                                    | Ingen udsendelse            | Solveig Herlin         |
| 1988 | Erkki Pohjanheimo                                 | Ingen udsendelse            | Solveig Herlin         |
| 1989 | Heikki Harma                                      | Ingen udsendelse            | Solveig Herlin         |
| 1990 | Erkki Pohjanheimo & Ossi Runne                    | Ingen udsendelse            | Solveig Herlin         |
| 1991 | Erkki Pohjanheimo                                 | Ingen udsendelse            | Heidi Kokki            |
| 1992 | Erkki Pohjanheimo & Kati Bergman                  | Ingen udsendelse            | Solveig Herlin         |
| 1993 | Erkki Pohjanheimo & Kirsi-Maria Niemi             | Ingen udsendelse            | Solveig Herlin         |
| 1994 | Erkki Pohjanheimo & Kirsi-Maria Niemi             | Ingen udsendelse            | Solveig Herlin         |
| 1995 | Erkki Pohjanheimo & Olli Ahvenlahti               | Ingen udsendelse            | Deltog ikke            |
| 1996 | Erkki Pohjanheimo & Sanna Kojo                    | Ingen udsendelse            | Solveig Herlin         |
| 1997 | Aki Sirkesalo & Olli Ahvenlahti                   | Ingen udsendelse            | Deltog ikke            |
| 1998 | Maria Guzenina & Sami Aaltonen                    | Ingen udsendelse            | Marjo Wilska           |
| 1999 | Jani Juntunen                                     | Ingen udsendelse            | Deltog ikke            |
| 2000 | Jani Juntunen                                     | Ingen udsendelse            | Pia Mäkinen            |
| 2001 | Jani Juntunen & Asko Murtomäki                    | Ingen udsendelse            | Deltog ikke            |
| 2002 | Maria Guzenina & Asko Murtomäki                   | Thomas Lundin               | Marion Rung            |
| 2003 | Maria Guzenina & Asko Murtomäki                   | Thomas Lundin               | Deltog ikke            |
| 2004 | Markus Kajo & Asko Murtomäki                      | Thomas Lundin               | Anna Stenlund          |
| 2005 | Jaana Pelkonen, Asko Murtomäki & Heikki Paasonen  | Thomas Lundin               | Jari Sillanpää         |
| 2006 | Jaana Pelkonen, Asko Murtomäki & Heikki Paasonen  | Thomas Lundin               | Nina Tapio             |
| 2007 | Ellen Jokikunnas, Asko Murtomäki & Hekki Paasonen | Thomas Lundin               | Laura Voutilainen      |
| 2008 | Jaana Pelkonen, Asko Murtomäki & Mikko Peltola    | Thomas Lundin               | Mikko Leppilampi       |
| 2009 | Jaana Pelkonen, Asko Murtomäki & Mikko Peltola    | Tobias Larsson              | Jari Sillanpää         |
| 2010 | Jaana Pelkonen & Asko Murtomäki                   | Tobias Larsson              | Johanna Pirttilahti    |
| 2011 | Tarja Närhi & Asko Murtomäki                      | Eva Frantz & Johan Lindroos | Susan Aho              |
| 2012 | Tarja Närhi & Tobias Larsson                      | Eva Frantz & Johan Lindroos | Mr. Lordi              |
| 2013 | Aino Töllinen & Juuso Mäkilähde                   | Eva Frantz & Johan Lindroos | Kristiina Wheeler      |
| 2014 | Sanna Pirkkalainen & Jorma Hietamäki              | Eva Frantz & Johan Lindroos | Redrama                |
| 2015 | Aino Töllinen & Cristal Snow                      | Eva Frantz & Johan Lindroos | Krista Siegfrids       |
| 2016 | Mikko Silvennoinen                                | Eva Frantz & Johan Lindroos | Jussi-Pekka Rantanen   |
| 2017 | Mikko Silvennoinen                                | Eva Frantz & Johan Lindroos | Jenni Vartiainen       |
| 2018 | Mikko Silvennoinen                                | Eva Frantz & Johan Lindroos | Anna Abreu             |
| 2019 | Mikko Silvennoinen & Krista Siegfrids             | Eva Frantz & Johan Lindroos | Christoffer Strandberg |
| 2021 | Mikko Silvennoinen                                | Eva Frantz & Johan Lindroos | Katri Norrlin          |
| 2022 | Mikko Silvennoinen                                | Eva Frantz & Johan Lindroos | Aksel Kankaanranta     |
| 2023 | Mikko Silvennoinen                                | Eva Frantz & Johan Lindroos | Bess                   |
| 2024 | Mikko Silvennoinen                                | Eva Frantz & Johan Lindroos | Toni Laaksonen         |
| 2025 | Mikko Silvennoinen                                | Eva Frantz & Johan Lindroos | Jasmin Beloued         |

## Galleri
- Hanna Pakarinen i Helsinki (2007)
- Teräsbetoni i Beograd (2008)
- Erika Vikman i Basel (2025)